# Origón átmenő sík

Három origón átmenő sík (zölddel, sárgával, szürkével) és egy origón átmenő egyenes (kékkel)

A matematikában az origón átmenő sík egy olyan sík, ami átmegy egy adott Descartes-féle koordináta-rendszer origóján. A koordináta-rendszerben kitüntetettek a koordinátasíkok. A többi síkhoz képest kompaktabb egyenlettel írhatók le, ami egyszerűsíti a metszet- és a távolságszámításokat is. Azok a vektorok, amelyek egy origón átmenő síkban fekszenek, kétdimenziós alteret alkotnak.

## Definíció
A koordinátageometriában egy sík a háromdimenziós euklideszi tér pontjainak egy részhalmaza. Egy origón átmenő sík tartalmazza a rögzített Descartes-féle koordináta-rendszer {\displaystyle (0,0,0)} origóját. Egy origón átmenő sík egyenlete 
{\displaystyle ax+by+cz=0}
alakú, ahol {\displaystyle a,b} és {\displaystyle c} valós paraméterek, amelyek nem mind nullák.

## Vektoriális ábrázolás
Az origón átmenő síkok is ábrázolhatók vektoregyenletekkel, 
ahol a sík minden pontját {\displaystyle {\vec {x}}\in \mathbb {R} ^{3}} helyvektorával ábrázoljuk. Az egyenlet paraméteres alakja:
{\displaystyle {\vec {x}}=s{\vec {u}}+t{\vec {v}}}   ahol   {\displaystyle s,t\in \mathbb {R} }
ahol {\displaystyle {\vec {u}}} és {\displaystyle {\vec {v}}} a sík két lineárisan független vektora. Egy origón átmenő sík azokból a pontokból áll, amelyek helyvektorai előállnak két adott vektor lineáris kombinációjaként. A sík egyenletének normálformája háromdimenziós térben:
{\displaystyle {\vec {n}}\cdot {\vec {x}}=0}
ahol {\displaystyle {\vec {n}}} a sík normálvektora, és {\displaystyle {\vec {n}}\cdot {\vec {x}}} két vektor skalárszorzata. Egy origón átmenő sík azokból a pontokból áll, melyek helyvektorai ortogonálisak az adott normálvektorra. Ha egy origón átmenő sík paraméteres alakban van megadva, akkor egy normálvektora az {\displaystyle {\vec {n}}={\vec {u}}\times {\vec {v}}} vektoriális szorzattal számítható ki.

## Példák

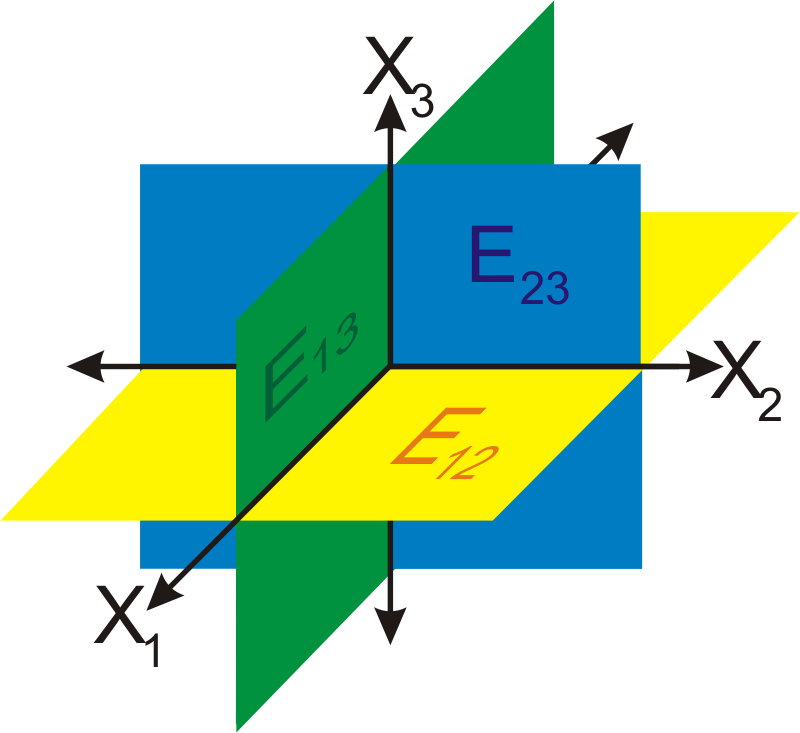
Koordinátasíkok három dimenzióban

A legalapvetőbb példák a koordinátasíkok:
{\displaystyle E_{12}\colon ~z=0}   illetve   {\displaystyle {\vec {x}}=s{\vec {e}}_{1}+t{\vec {e}}_{2}}    illetve    {\displaystyle {\vec {e}}_{3}\cdot {\vec {x}}=0}
{\displaystyle E_{13}\colon ~y=0}   illetvde   {\displaystyle {\vec {x}}=s{\vec {e}}_{1}+t{\vec {e}}_{3}}    illetve    {\displaystyle {\vec {e}}_{2}\cdot {\vec {x}}=0}
{\displaystyle E_{23}\colon ~x=0}   illetve   {\displaystyle {\vec {x}}=s{\vec {e}}_{2}+t{\vec {e}}_{3}}    illetve    {\displaystyle {\vec {e}}_{1}\cdot {\vec {x}}=0}
ahol {\displaystyle {\vec {e}}_{1}=(1,0,0)}, {\displaystyle {\vec {e}}_{2}=(0,1,0)} és {\displaystyle {\vec {e}}_{3}=(0,0,1)} egységvektorok.

## Tulajdonságok

### Metszet
Két különböző origón átmenő sík metszete mindig origón átmenő egyenes, vagyis egy
{\displaystyle {\vec {x}}=a{\vec {u}}}  ,   {\displaystyle a\in \mathbb {R} },
ahol {\displaystyle {\vec {u}}} az egyenes irányvektora. Ha az origón átmenő síkok normálvektorai {\displaystyle {\vec {n}}_{1}} és {\displaystyle {\vec {n}}_{2}}, akkor a metszésvonal egy irányvektora
{\displaystyle {\vec {u}}={\vec {n}}_{1}\times {\vec {n}}_{2}}
vagyis a normálvektorok vektoriális szorzata. Három, origón átmenő sík metszete akkor és csak akkor az origó, ha normálvektoraik lineárisan függetlenek. A tér három vektora lineárisan független, ha nincs olyan origón átmenő sík, ami tartalmazza.

### Pont távolsága
Egy {\displaystyle {\vec {v}}} helyvektorú pont távolsága egy {\displaystyle {\vec {n}}} normálvektorú {\displaystyle U} origón átmenő síktól számítható, mint:
{\displaystyle d({\vec {v}},U)={\frac {|{\vec {v}}\cdot {\vec {n}}|}{\|{\vec {n}}\|}}},
ahol {\displaystyle \|{\vec {n}}\|} az {\displaystyle {\vec {n}}} vektor hossza. Ez a távolság a pontból a síkra bocsátott merőleges pont és sík közötti szakaszának hossza. A {\displaystyle {\vec {p}}} talppont helyvektora a {\displaystyle {\vec {v}}} vektor merőleges vetülete az origón átmenő síkra, és számítható, mint:
{\displaystyle {\vec {p}}={\vec {v}}-{\frac {{\vec {v}}\cdot {\vec {n}}}{{\vec {n}}\cdot {\vec {n}}}}\,{\vec {n}}}

### Pont tükrözése
Egy {\displaystyle {\vec {v}}} helyvektorú pont tükörképe egy origón átmenő síkra úgy kapható, hogy a pontból a síkra bocsátott merőleges pont és talppont közötti {\displaystyle {\vec {p}}-{\vec {v}}} szakaszát megkétszerezzük. Ezzel egy {\displaystyle {\vec {v}}} vektor {\displaystyle {\vec {w}}} tükörképe 
{\displaystyle {\vec {w}}={\vec {v}}+2({\vec {p}}-{\vec {v}})={\vec {v}}-2{\frac {{\vec {v}}\cdot {\vec {n}}}{{\vec {n}}\cdot {\vec {n}}}}\,{\vec {n}}}
ahol  {\displaystyle {\vec {n}}} ismét az origón átmenő sík normálvektora.

### Vektortér struktúra
A háromdimenziós tér vektorainak halmaza vektorteret alkot, az euklideszi teret. Egy origón átmenő síkban levő vektorok az euklideszi tér alterét alkotják:
{\displaystyle U=\{{\vec {x}}\in \mathbb {R} ^{3}\mid {\vec {x}}=s{\vec {u}}+t{\vec {v}}~{\text{,}}~s,t\in \mathbb {R} \}=\{{\vec {x}}\in \mathbb {R} ^{3}\mid {\vec {n}}\cdot {\vec {x}}=0\}}.
Ez az altér éppen az origón átmenő síkot kifeszítő, egymástól lineárisan független {\displaystyle {\vec {u}}} és {\displaystyle {\vec {v}}} vektorok lineáris burka, illetve a sík egy {\displaystyle {\vec {n}}} normálvektorának lineáris burkának ortogonális komplementere. Az origón átmenő síkok pontosan az euklideszi tér kétdimenziós alterei.
Minden {\displaystyle E} síkhoz, ami nem tartalmazza az origót, létezik pontosan egy párhuzamos origón átmenő {\displaystyle U} sík. Ezáltal minden {\displaystyle E} sík az euklideszi tér affin altere:
{\displaystyle E={\vec {z}}+U=\{{\vec {z}}+{\vec {x}}\mid {\vec {x}}\in U\}}
ahol {\displaystyle {\vec {z}}} egy {\displaystyle E}-beli pont helyvektora.

## Általánosítások
Általánosabban, magasabb dimenzióban is tekinthetők a síkok. Ekkor egy origón átmenő sík az {\displaystyle \mathbb {R} ^{n}} tér egy kétdimenziós altere. Paraméteres alakja, mint három dimenzióban:
{\displaystyle {\vec {x}}=s{\vec {u}}+t{\vec {v}}}   ,   {\displaystyle s,t\in \mathbb {R} }
ahol {\displaystyle {\vec {u}},{\vec {v}}\in \mathbb {R} ^{n}} lineárisan függetlenek. A megfelelő normálegyenlet:
{\displaystyle {\vec {n}}\cdot {\vec {x}}=0}
ahol {\displaystyle {\vec {n}}\in \mathbb {R} ^{n}}, origón átmenő hipersíkot definiál, melynek dimenziója {\displaystyle n-1}.

## Fordítás
Ez a szócikk részben vagy egészben  az   Ursprungsebene című német Wikipédia-szócikk fordításán alapul.  Az eredeti cikk szerkesztőit annak laptörténete sorolja fel. Ez a jelzés csupán a megfogalmazás eredetét és a szerzői jogokat jelzi, nem szolgál a cikkben szereplő információk forrásmegjelöléseként.